# Pelomedusoidea
Pelomedusoidea is een superfamilie van schildpadden, waartoe twee families van schildpadden behoren.

## Naam en indeling
De wetenschappelijke naam van de groep werd voor het eerst voorgesteld door Vasiliy Lindholm in 1929. De superfamilie Pelomedusoidea telt 35 soorten en wordt vertegenwoordigd door de pelomedusa's (Pelomedusidae) en de scheenplaatschildpadden (Podocnemididae).

## Verspreiding en habitat
Pelomedusa's komen voor in Afrika inclusief Madagaskar. De soorten uit de familie scheenplaatschildpadden komen voor in zowel Noord- als Zuid-Amerika. De madagaskarscheenplaatschildpad is echter een uitzondering; deze soort leeft op Madagaskar.

## Families
De superfamilie omvat de volgende families, met de auteur, het soortenaantal en het verspreidingsgebied.
| Naam                                     | Auteur     | Soorten | Verspreidingsgebied      |
| ---------------------------------------- | ---------- | ------- | ------------------------ |
| Pelomedusa's (Pelomedusidae)             | Cope, 1868 | 27      | Afrika                   |
| Scheenplaatschildpadden (Podocnemididae) | Cope, 1868 | 8       | Zuid-Amerika, Madagaskar |